# Synechanthus warscewiczianus
Synechanthus warscewiczianus är en enhjärtbladig växtart som beskrevs av Hermann Wendland. Synechanthus warscewiczianus ingår i släktet Synechanthus och familjen Arecaceae. Inga underarter finns listade i Catalogue of Life.